# 庞德伟
小大衛·阿爾弗雷德·珀杜（英語：David Alfred Perdue, Jr.；1949年12月10日—），汉名庞德伟，是美國共和黨政治人物，2015年—2021年担任喬治亞州联邦参议员。2025年5月15日起成為現任美國駐華大使（第14任）。

## 生平
2014年喬治亞州聯邦參議員選舉，珀杜在2014年5月20日的共和黨初選中贏得多數選票，並於2014年7月22日的複選擊敗黨內對手傑克·金斯敦。2014年11月4日，珀杜以52.9%的選票拋離民主黨候選人米歇爾·納恩的45.2%選票當選，2015年1月3日就任。
由於2020年喬治亞州聯邦參議員選舉中沒有候選人得票過半數，2021年1月5日進行第二輪選舉，民主黨喬恩·奧索夫擊敗珀杜成為繼任喬治亞州聯邦參議員。虽然喬恩·奧索夫于2021年1月20日才就职，珀杜已于2021年1月3日因其联邦参议员任期届满卸任。
2024年12月5日，美国第47任总统当选人唐納·川普宣布提名珀杜出任第14任美国驻华大使。2025年4月29日，美國參議院通過提名案，批准任命，同年5月15日到达北京遞交國書副本就职，成为美国与中华人民共和国1979年建交以来上任时年龄最大的美国驻华大使。

## 政治立場
大衛·珀杜被視為對中國共產黨和中華人民共和國立場強硬，他認為美國要致力於與中國競爭，並主張友台抗中，曾經在2018年參議員任內訪問台灣，並會見時任中華民國總統蔡英文。珀杜曾經支持有利台灣的國防授權法案通過，並多次支持台灣參與國際組織，被中華人民共和國視為「反華」政客。

## 外部連結
- 大衛·珀杜 （页面存档备份，存于）參議院官方網站
- 大衛·珀杜參議員競選網站 （页面存档备份，存于）
- 中的“庞德伟”
- 美國國會國家人物傳記大辭典中的傳記
- 由華盛頓郵報維護的投票記錄
- 智慧投票计划中的傳記、投票紀錄及利益集團評級
- 聯邦選舉委員會中的競選財務報告和數據
- Perdue Profile at Ballotpedia

| 政党职务                   | 政党职务                                                                 | 政党职务             |
| -------------------------- | ------------------------------------------------------------------------ | -------------------- |
| 前任者： 薩克斯比·錢布利斯 | 佐治亚州联邦参议员共和黨被提名人 (第2组) 2014年, 2020-21年               | 最新的               |
| 美国参议院                 |                                                                          |                      |
| 前任者： 薩克斯比·錢布利斯 | 佐治亚州联邦参议员(第2组) 2015–2021 與強尼·艾薩克森, 凯利·洛夫勒同時在任 | 繼任者： 乔恩·奥索夫 |
| 外交職務                   |                                                                          |                      |
| 前任： 尼古拉斯·伯恩斯     | 美國駐華大使 2025年5月－                                                 | 繼任： 現任          |